# Tel-avivi körzet
A Tel-avivi körzet (héberül: מָחוֹז תֵּל אָבִיב; arabul: منطقة تل أبيب) Izrael hat közigazgatási körzete közül a legkisebb és legsűrűbben lakott, 1,35 millió lakossal. 98,9%-a zsidó és 1,10%-a arab (0,7%-a muszlim, 0,4%-a keresztény). 
A körzet fővárosa Tel-Aviv, Izrael két legnagyobb városának egyike, valamint az ország gazdasági, üzleti és technológiai fővárosa. A Tel-avivi körzet és a szomszédos városok által létrehozott nagyvárosi terület helyi neve Gush Dan.
Ez az egyetlen a hat körzet közül, amely nem határos sem Ciszjordániával, sem nemzetközi határral, északon, keleten és délen a központi terület, nyugatról pedig a Földközi-tenger veszi körül. A Tel-avivi körzet népsűrűsége 7259/km².

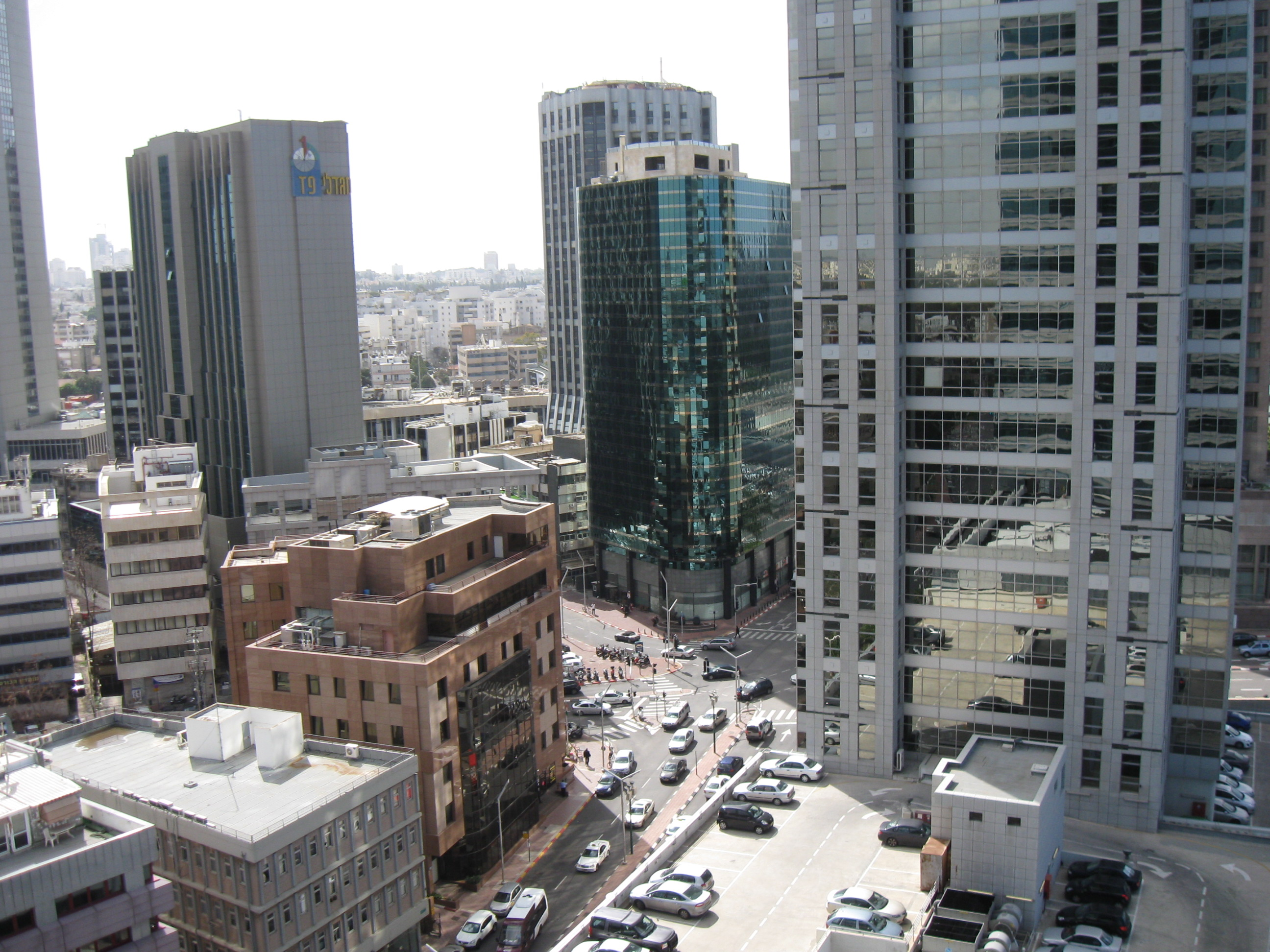
Ramat Gan, Tel-avivi körzet

## Közigazgatási kistérségek

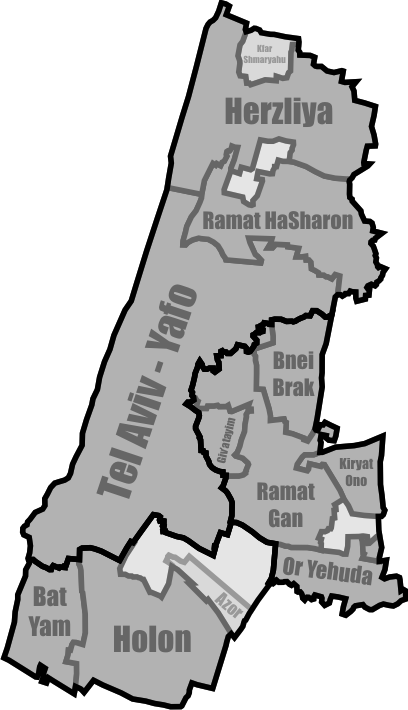
Térkép

| Városok | Helyi tanácsok          |
| --- | ----------------------- |
| - Tel Aviv-Yafo - Bat Yam - Bnei Brak - Givatayim - Herzliya - Holon - Kiryat Ono - Vagy Yehuda - Ramat Gan - Ramat HaSharon | - Azor - Kfar Shmaryahu |

## Fordítás
Ez a szócikk részben vagy egészben a Tel Aviv District című angol Wikipédia-szócikk ezen változatának fordításán alapul.  Az eredeti cikk szerkesztőit annak laptörténete sorolja fel. Ez a jelzés csupán a megfogalmazás eredetét és a szerzői jogokat jelzi, nem szolgál a cikkben szereplő információk forrásmegjelöléseként.

## Kapcsolódó szócikk
- Izrael városainak listája